# Sylvie Kinigi
Sylvie Kinigi (24 de novembro de 1953) foi primeira-ministra do Burundi, de 10 de julho de 1993 a 7 de fevereiro de 1994, e presidente, de 27 de outubro de 1993 a 5 de fevereiro de 1994. Ela é a primeira e única mulher a ocupar esses cargos no país.

## Vida e carreira
Kinigi nasceu em 1953 em uma família do interior do Burundi. Seu pai era comerciante e sua mãe agricultora e dona de casa. Sylvie é a terceira de seis filhos. A mais velha era uma menina e teve que ajudar a mãe, mas Sylvie foi autorizada a frequentar uma escola belga para meninas dirigidas por freiras. Ela recebeu educação primária e secundária e depois foi para a capital, Bujumbura, para estudar economia. Aos 19 anos, casou-se com um dos professores e teve quatro filhos, mas continuou seus estudos. Também ajudou na organização de mulheres do partido governante Tutsi e conseguiu mudar as leis e implementar medidas econômicas e sociais para as mulheres.
Ela liderou o grupo na capital e foi membro do conselho executivo nacional das de mulheres. Depois que Kinigi se formou na Universidade do Burundi, ela conseguiu um emprego no banco central do Burundi e, ao mesmo tempo, lecionou na universidade. No banco, ela foi promovida e ficou responsável por pesquisas e estudos. Em 1991, tornou-se consultora do primeiro-ministro e foi responsável por reduzir os gastos militares e realizar um programa de reforma econômica. Houve conflito armado entre os hutus e tutsis até 1993. Em seguida, as eleições foram organizadas como uma transição para a democracia. Para grande surpresa, o líder da oposição Melchior Ndadaye foi eleito Presidente do Burundi. Ele nomeou um gabinete com dois terços dos hutus e um terço de tutsis. Sylvie Kinigi tornou-se primeira-ministra. Isso foi parte de um esforço para construir a união entre os dois grupos étnicos do Burundi - Ndadaye era hutu e desejou diminuir a hostilidade tutsi ao seu governo, nomeando um tutsi como primeira-ministra. Kinigi afirmou que a reconciliação seria sua maior prioridade.
Em 21 de outubro, no entanto, o presidente Ndadaye e seis de seus ministros foram mortos por insurgentes tutsis. Isso marcou o início da Guerra Civil do Burundi, com a violência étnica generalizada. Kinigi e outras figuras importantes do governo se refugiaram na embaixada francesa e sobreviveram ao caos. Depois de alguns dias, Kinigi conseguiu reunir 15 dos 22 ministros para continuar governando, se tornando presidente interina. Sua posição foi reforçada quando Pierre Buyoya e Jean Baptiste Bagaza, ex-presidentes militares, apoiaram o seu governo. Em janeiro de 1994, o Parlamento elegeu Cyprien Ntaryamira, o ex-ministro da Agricultura, como presidente pelo restante do mandato de Ndadaye. Como Ntaryamira era um hutu, sua eleição gerou hostilidade entre os tutsis. Kinigi, no entanto, reconheceu Ntaryamira como presidente, mas renunciou ao cargo de primeira ministra quando o novo governo assumiu. Ela foi objeto de críticas, ataques e ameaças de todos os lados e não demorou muito para que ela deixasse o país. Em fevereiro, ela foi substituída por Anatole Kanyenkiko, também membro dos tutsi.